# Rustenburg (plaats in Zuid-Afrika)
Rustenburg is een plaats in de Zuid-Afrikaanse provincie Noordwest, aan de voet van de Magaliesberg. De plaats telt ongeveer 100.000 inwoners.

## Geschiedenis
Rustenburg, in 1850 gesticht door de Voortrekkers, werd zo genoemd omdat hier minder gevaar was voor aanvallen van de inheemse bevolking. De plaats had een prominente rol in de vroege geschiedenis van de Zuid-Afrikaansche Republiek. De eerste vergaderingen van de Volksraad werden in 1852 in Rustenburg gehouden. In 1859 stichtte de Friese immigrant Dirk Postma er de Gereformeerde Kerk. Staatspresident Paul Kruger woonde gedurende een groot deel van zijn leven nabij Rustenburg op zijn boerderijen Waterkloof en Boekenhoutfontein.
Na de Britse annexatie van Transvaal in 1877 werd er te Rustenburg een fort gebouwd. Dat werd tijdens de Eerste Boerenoorlog door de Boeren belegerd maar met succes verdedigd. Ook tijdens de Tweede Boerenoorlog werd er gevochten bij Rustenburg.

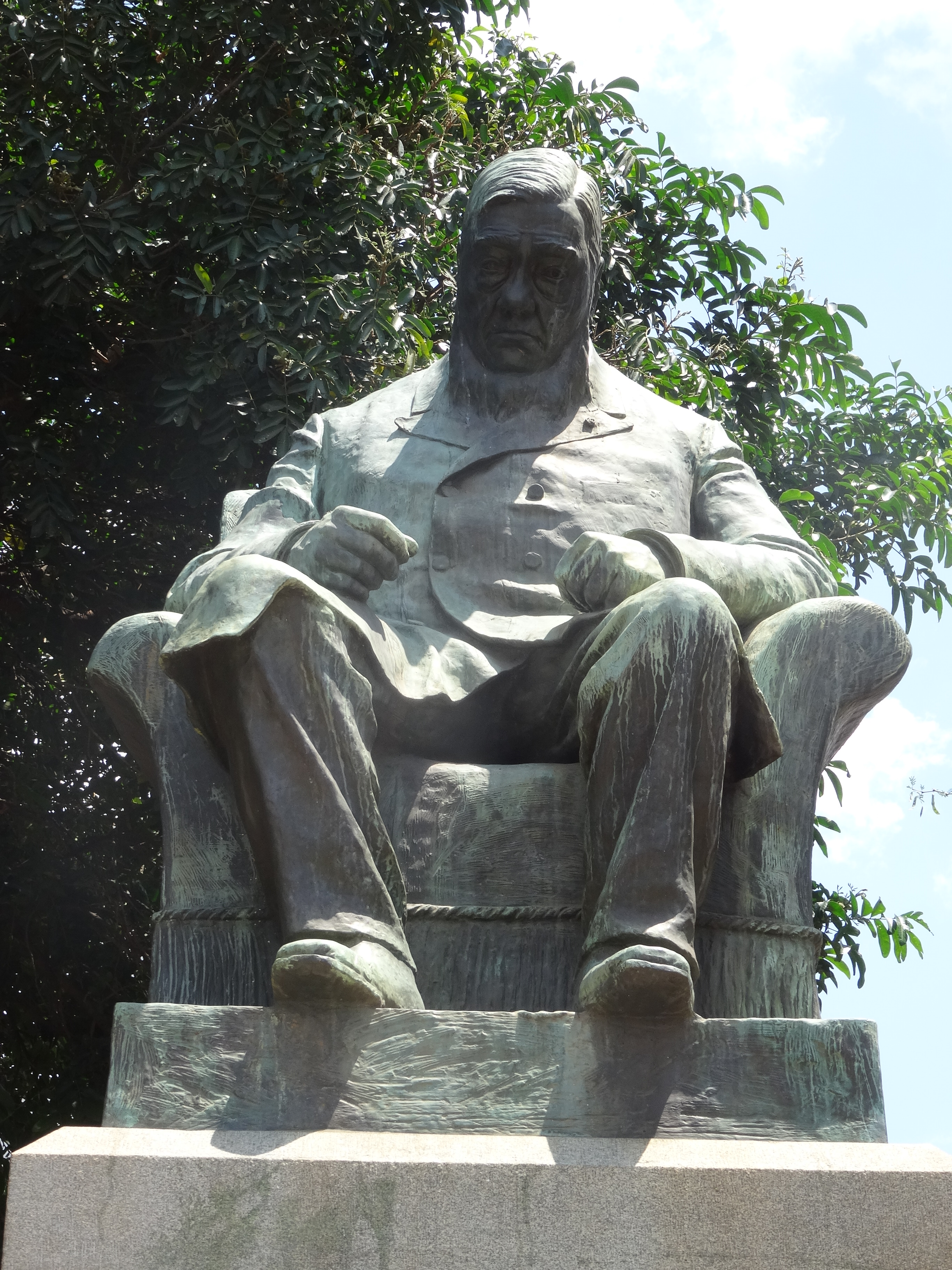
Standbeeld van Paul Kruger in Rustenburg

Het Royal Bafokengstadion van Rustenburg werd gebruikt voor het WK voetbal 2010 en was de thuisbasis van het Engels voetbalelftal.

## Subplaatsen
Het nationaal instituut voor de statistiek, Stats SA, deelt sinds de census 2011 deze hoofdplaats in zestien zogenaamde subplaatsen (sub place) in:
Boschdal • Cashan • Geelhoutpark • Karlienpark • Protea Park • Rustenburg Correctional Services • Rustenburg Industrial • Rustenburg Nature Reserve • Rustenburg North • Rustenburg Oos-Einde • Rustenburg Platinum Mine • Rustenburg Rural • Rustenburg SP • Safari Tuine • Waterval East • Zinniaville.

## Mijnbouw
Rustenburg is een centrum van de mijnbouw; het ligt in het Bushveld Complex, dat rijk is aan platinum en chroom. Rustenburg en Bathopele zijn twee platinummijnen die vroeger van Anglo American waren. Rond 2016 zijn ze verkocht aan het Zuid-Afrikaanse bedrijf Sibanye-Stillwater. Lanxess bezit een chroomertsmijn in Rustenburg.

## Geboren
- John Cranko (1927-1973), balletdanser en choreograaf
- Pik Botha (1932-2018), politicus
- Koos du Plessis (1945-1984), dichter en zanger